# I mercenari 4 - Expendables
I mercenari 4 - Expendables (Expend4bles, reso graficamente I mercen4ri - Expendables) è un film del 2023 diretto da Scott Waugh.
La pellicola è il sequel de I mercenari 3 (2014) e il quarto capitolo della serie di film de I mercenari.

## Trama
Libia, ex-impianto di Gheddafi; un gruppo armato capeggiato da Suarto Rahmat conduce un violento attacco alla ricerca di detonatori nucleari, protetti da un generale locale, che li cede dopo che Rahmat uccide tutta la sua famiglia. 
New Orleans: Barney Ross va a trovare Lee Christmas, impegnato in una discussione con Gina, sua nuova compagna, anch'ella membro dei mercenari. Barney chiede aiuto a Christmas per recuperare il suo anello portafortuna, ceduto qualche giorno prima in una scommessa persa a pollice di ferro con un capobanda locale. I due raggiungono il bar e mettono fuori gioco la banda, recuperando l'anello di Barney. 
Il duo poi si riunisce con il resto del gruppo, Toll Road, Gunner, e i nuovi membri Easy e Galan (figlio di Galgo). La missione, affidata da Marsh, operativo CIA, è fermare Rahmat e recuperare i detonatori nucleari, inoltre pare che dietro il gruppo di Rahmat vi sia Ocelot, figura misteriosa che vent'anni prima aveva incastrato Barney e ucciso la sua squadra. 
Il gruppo arriva in Libia, Barney rimane in sorvolo, e il resto del gruppo affronta Rahmat e i suoi in una spettacolare corsa dentro l'impianto. Christmas decide di andare contro l'ordine di Barney di fermare Rahmat, proprio per salvare il suo leader, rimasto senza contromisure e preda dei missili da terra. Christmas distrugge il carro lanciamissili salvando apparentemente Barney che però viene poi abbattutto da Rahmat. 
L'aereo precipita uccidendo Barney, lasciando la squadra con un fallimento su tutti i fronti. 
Qualche tempo dopo i Mercenari ricordano Barney al loro bar, e tra tensioni varie Marsh affida la missione di vendicare Barney e fermare Rahmat a Gina e ai mercenari rimasti, escluso Christmas che viene lasciato fuori avendo disobbedito agli ordini in Libia. Con la morte di Barney infatti è stato declassificato un file segreto che contiene indizi sull'identità di Ocelot. Il piano di Ocelot, condotto da Rahmat, è scatenare la terza guerra mondiale, facendo esplodere la bomba nucleare su una nave statunitense al largo delle coste russe. 
Il gruppo parte per la missione, capeggiato da Marsh e con l'aggiunta di Lash, un'operativa Cia. 
Nel frattempo Christmas segue il gruppo a distanza, grazie a un segnalatore inserito in un coltello dato a Gina la sera prima della partenza, dopo una notte di passione. 
Lee arriva in Thailandia e si unisce a Decha, ex amico di Barney, e insieme si dirigono in barca verso la nave di Rahmat. 
La squadra dei mercenari arriva sulla nave ma qui vengono fatti prigionieri, e Rahmat propone a Marsh un loro scambio in cambio di un prigioniero che conosce l'identità di Ocelot. La squadra riesce a scappare e dopo un furioso combattimento si riunisce a Christmas e Decha, anche loro giunti in aiuto. Lee affronta e sconfigge Rahmat, ma proprio quando sembra finita e arriva l'elicottero con il prigioniero per lo scambio, Marsh uccide il prigioniero, rivelando di essere sempre stato lui Ocelot, e ora ha ucciso l'unico che avrebbe potuto riconoscerlo. Il suo piano è di scatenare una guerra da cui trarre profitto. Il gruppo cerca di fuggire con la barca di Decha, Toll Road viene ferito, e proprio all'ultimo Christmas decide di sacrificarsi per portare la nave fuori rotta e farla esplodere lontano dalla costa. 
Proprio quando sembra finita per lui, gli uomini di Marsh e Marsh stesso vengono uccisi da un elicottero alla cui guida si rivela esserci Barney, che aveva finto la propria morte, per far declassificare il file con gli indizi sull'identità di Ocelot. Barney e Christmas si riuniscono, fuggendo con l'elicottero di Barney. 
Il gruppo poi si ritrova a festeggiare al bar, a seguito del successo della missione e dell'aver ritrovato Barney sano e salvo.

## Produzione

### Sviluppo
A causa del deludente incasso del terzo capitolo, la produzione del quarto capitolo divenne incerta. Arnold Schwarzenegger nell'aprile 2015 aveva rivelato a USA Today di avere incitato Stallone a non far finire la saga degli Expendables e a scrivere un quarto capitolo, così come Jason Statham, che a IGN aveva dichiarato il suo interesse a partecipare ad altri capitoli della saga.
Dopo il successo in Cina del terzo capitolo, nell'ottobre 2015 viene annunciato il quarto episodio della saga, previsto nei cinema per il 2017.
Il 20 dicembre 2016 viene annunciato che il quarto capitolo della saga arriverà nei cinema nel 2018 e sarà il capitolo conclusivo; il 30 dicembre 2016 lo stesso Sylvester Stallone annuncia in un video sul proprio profilo Facebook che il prossimo capitolo della saga è in lavorazione.
Il 31 marzo 2017 il progetto sembra naufragare a causa dell'addio di Stallone, dovuto a disaccordi col produttore Avi Lerner sul nome del regista e in generale sulla produzione del film; di conseguenza Arnold Schwarzenegger dichiara che non ha alcuna intenzione di partecipare al film in assenza di Stallone, ma qualche giorno dopo Stallone dichiara a TMZ di essere disponibile a riprendere parte al progetto se vengono rimossi alcuni ostacoli.
Il 13 gennaio 2018 Stallone conferma tramite la sua pagina instagram che riprenderà il ruolo di Barney Ross nel quarto capitolo.
A fine gennaio 2020 viene rivelato che il quarto film della saga sarà incentrato su Lee Christmas, con Sylvester Stallone in un ruolo di supporto.

### Riprese
Nel marzo 2018 Randy Couture svela che le riprese inizieranno ad agosto, salvo poi essere rimandate all'aprile del 2019 per dare priorità al film Rambo: Last Blood.
Il budget del film è stato di 100 milioni di dollari.

## Promozione
(Tagline del film)
Il 6 giugno 2023 viene diffusa la prima locandina ufficiale del film, mentre il primo trailer viene diffuso il giorno seguente, 7 giugno, seguito il 28 giugno dalla versione italiana.

## Distribuzione
Il film è stato distribuito nelle sale cinematografiche cinesi a partire dal 15 settembre 2023, in quelle italiane dal 21 settembre ed in quelle statunitensi dal 22 settembre.

### Divieti
Negli Stati Uniti il film è stato vietato ai minori di 17 anni non accompagnati da adulti per la presenza di "forte e sanguinosa violenza, materiale sessuale e linguaggio non adatto".

## Accoglienza

### Critica
Sull'aggregatore Rotten Tomatoes il film riceve il 14% delle recensioni professionali positive con un voto medio di 3,5 su 10 basato su 124 critiche, mentre su Metacritic ottiene un punteggio di 30 su 100 basato su 33 critiche.

## Riconoscimenti
- 2023 - Razzie Awards
  - Peggiore attrice non protagonista a Megan Fox
  - Peggior attore non protagonista per Sylvester Stallone
  - Candidatura al peggior film
  - Candidatura al peggior prequel, remake, rip-off o sequel
  - Candidatura alla peggior coppia a due qualsiasi degli "spietati mercenari"
  - Candidatura al peggior regista a Scott Waugh
  - Candidatura alla peggiore sceneggiatura a Kurt Wimmer, Tag Daggerhart e Max D. Adams